# Мелбърн
За града в САЩ вижте Мелбърн (Флорида).
Мѐлбърн (на английски: Melbourne) е най-големият град на австралийския щат Виктория и най-големият град в Австралия, с население от 5 150 000 души с предградията и 69 670 души на централната си част. Мелбърн е столица на Австралия от 1901 г. до 1927 г. Градът се отличава със своята космополитност, висок жизнен стандарт и ниски нива на риск. Четири години (2002, 2003 2004 и 2011) е определян за най-добър за живеене град в света. Мелбърн е дом на повече от 70% от викторианците.

## Личности
Родени
- Рупърт Мърдок (р. 1931), медиен магнат
- Джърмейн Гриър (р. 1939), писателка и обществена интелектуалка
- Алън Джоунс (р. 1946), автомобилен състезател
- Лиса Джерард (р. 1961), певица
- Стив Ъруин (1962 – 2006), телевизионен водещ
- Ерик Бана (р. 1968), актьор
- Мерил Бейнбридж (р. 1968), певица и авторка на песни
- Кайли Миноуг (р. 1968), певица и актриса
- Кейт Бланшет (р. 1969), актриса
- Брайди Картър (р. 1970), актриса
- Дани Миноуг (р. 1971), певица и актриса
- Рада Мичъл (р. 1973), актриса
- Ана Торв (р. 1979), актриса
- Нийл Робъртсън (р. 1982), професионален играч по снукър, първият световен шампион от Австралия
- Джесика Джейкъбс (1990 – 2008), актриса и певица
- Лиам Хемсуърт (р. 1990), актьор
- Кайри Ървинг (р. 1992), баскетболист
- Лора Робсън (р. 1994), британска тенисистка

Починали
- Алан Маршал (1902 – 1984), писател
- Надя Афеян (1917 – 2000), българска оперна певица мецосопран

## Спорт
Всяка година през средата на януари в Мелбърн се провежда Открито първенство на Австралия по тенис.